# Mount Orab
Mount Orab és una població dels Estats Units a l'estat d'Ohio. Segons el cens del 2000 tenia 2.307 habitants.

## Demografia
Segons el cens del 2000, Mount Orab tenia 2.307 habitants, 879 habitatges, i 639 famílies. La densitat de població era de 234,4 habitants/km².
Dels 879 habitatges en un 40,6% hi vivien nens de menys de 18 anys, en un 51,5% hi vivien parelles casades, en un 16,6% dones solteres, i en un 27,3% no eren unitats familiars. En el 23,4% dels habitatges hi vivien persones soles l'11,1% de les quals corresponia a persones de 65 anys o més que vivien soles. El nombre mitjà de persones vivint en cada habitatge era de 2,61 i el nombre mitjà de persones que vivien en cada família era de 3,05.
Per edats la població es repartia de la següent manera: un 30,8% tenia menys de 18 anys, un 9,8% entre 18 i 24, un 30,6% entre 25 i 44, un 17,5% de 45 a 60 i un 11,3% 65 anys o més.
L'edat mediana era de 30 anys. Per cada 100 dones de 18 o més anys hi havia 80,5 homes.
La renda mediana per habitatge era de 33.798 $ i la renda mediana per família de 42.938 $. Els homes tenien una renda mediana de 33.672 $ mentre que les dones 21.339 $. La renda per capita de la població era de 16.483 $. Aproximadament el 12,5% de les famílies i el 14,6% de la població estaven per davall del llindar de pobresa.

## Poblacions més properes
El següent diagrama mostra les poblacions més properes.